# Teatro do Ornitorrinco
El Teatro do Ornitorrinco es una compañía teatral surgida en São Paulo (Brasil), y creada en 1977 por Cacá Rosset, Luiz Roberto Galizia, y Maria Alice Vergueiro.

## Obras estrenadas
Su primera presentación, Os mais fortes, reunió tres obras de August Strindberg: A mais forte, Pária, y Simun.
De inmediato luego se presentó Teatro do Ornitorrinco canta Brecht e Weill, espectáculo teatral basado en canciones de obras de la dupla Bertolt Brecht - Kurt Weill, y en especial de A Ópera dos Três Vinténs (título original en alemán Die Dreigroschenoper), del primero de ellos.
Mahagonny Songspiel, obra de esa misma dupla, fue a continuación en un trabajo cuya línea se centraba en dos diferentes lenguajes artísticos: teatro y música.
En 1983, el 'Ornitorrinco' representó en Brasil, así como en el VI Festival Internacional de Teatro en Caracas (Venezuela), en el XI Festival Internacional Cervantino de México, y en el Festival Internacional de las Artes (en Monterrey, México).
En 1984, el grupo participó en el IV Festival Latino-americano de Nueva York y en el Festival Internacional de Manizales, realizando también una serie de representaciones en México y Colombia.
De regreso a São Paulo, el 'Ornitorrinco' montó el espectáculo O belo indiferente, de Jean Cocteau, con Cacá Rosset en el papel principal, y Maria Alice Vergueiro realizando un monólogo que le valdría, años más tarde, el premio de mejor actriz.

### Ubu[6]
En 1985 el grupo estrenó UBU / Folias Physicas, Pataphysicas e Musicaes, trabajo basado en el ciclo Ubu de Alfred Jarry. Este espectáculo reunía una comedia satírica, junto a expresiones diversas como circo, danza, teatro, y música. Con escenarios y vestuario orientados por Lina Bo Bardi, la obra permaneció en cartel durante 27 meses, y fue presenciada por más de 350.000 personas.
Este espectáculo también representó a Brasil en el VII Festival Internacional de Manizales (Colombia), así como en el Festival Latino-americano de México, en el Festival Internacional de Cádiz (España), y en los festivales internacionales de Las Palmas y Tenerife (Islas Canarias).
En 1988, también participó del Encontro com o Brasil, en las ciudades de Kassel, Nuremberg, y Erlangen (Alemania).
En 1987, el grupo puso en escena Teledeum, del polémico autor catalán Albert Boadella, inicialmente prohibida en Brasil por la policía federal. Se trataba de una comedia cáustica que reunía un padre católico, pastores protestantes, y una crítica irónica a los fanatismos religiosos. Después de una intensa campaña para el levantamiento de la prohibición, finalmente fue autorizada y representada por 18 meses en el 'Teatro Ruth Escobar' (San Pablo), así como en festivales internacionales de Bogotá (Colombia) y Caracas (Venezuela).
En 1988, una obra de Brecht y Weill representó a Brasil en el Festival Internacional de Manizales (Colombia), A velha dama indigna, con adaptación y dirección de Cacá Rosset, y en cuyo elenco se contó con la laureada actriz Maria Alice Vergueiro, así como con Guilherme Vergueiro en los teclados.

### Experiencias
En 1989 el 'Teatro do Ornitorrinco' realizó una experiencia inédita: un montaje didáctico de un espectáculo, con el uso de escenografías, danza, circo, artes gráficas, y ensayos abiertos, precedidos de un ciclo de conferencias sobre vida y obra de Molière. El resultado de esta realización fue uno de los mayores sucesos del grupo, concretándose a través de la obra O doente imaginário, comedia-ballet de Molière que, después de su pre-estreno en Sertãozinho, participó en el '1º Festival de las Artes de ciudad de México', y del 'Festival San José por la paz', en Costa Rica. En 1990 representó a Brasil en el 'Festival Latino de Nueva York', terminando su temporada en São Paulo aclamado por más de 150.000 personas, dos años posteriores a su estreno.
En enero de 1991, el 'Ornitorrinco' recibió una invitación del productor Joseph Papp para presentar una obra en el consagrado 'New York Shakespeare Festival'. En julio de ese año, Cacá Rosset ofreció entonces, en el 'Delacorte Theatre' del 'Central Park' de Nueva York, un montaje que involucró más de 40 personas, entre actores, bailarines, músicos, y técnicos, y la obra retenida fue Sonho de uma noite de verão, de William Shakespeare, la que consiguió ocupar durante dos semanas, los 2000 lugares del teatro 'Delacorte'. Como continuación del 'NYSF', el grupo también presentó la misma obra en ciudad de México, donde obtuvo similar suceso.
Por su parte, el rotundo éxito continuó luego en enero de 1992, en Brasil, en el 'Teatro Municipal de Santo André', y en marzo de ese mismo año, la obra Sonho de uma noite de verão inauguró el 'Teatro Ópera de Arame', un arrojado proyecto arquitectónico que la Prefectura local entregó al público en la apertura del 'Festival de Teatro de Curitiba'. Y en abril de 1992, la obra llegó a São Paulo, donde permaneció en cartel durante más de dos años.
En ese mismo año de 1992, en el mes de junio, el 'Ornitorrinco' representó a Brasil en el 'VII Festival de Teatro latino-americano de Miami' (Estados Unidos), con un primer montaje del recientemente creado Núcleo 2 dirigido por Maria Alice Vergueiro; la obra retenida en este caso fue Amor de Dom Perlimplim com Belisa em seu jardim, aleluya erótica de Federico García Lorca. Con esta obra exhibida posteriormente en São Paulo, también se realizaron giras en España y Portugal, y también se la incluyó en el 'Festival de Teatro de Manizales' (Colombia), con una exhibición posterior en la ciudad de Pereira.
The comedy of errors, dirigida por Cacá Rosset, con escenarios y vestuario de José de Anchieta, fue exhibida en el 'Delacorte Theatre' de Nueva York en agosto de 1992, con elenco y técnicos americanos; allí, el papel de Adriana fue interpretado por Marisa Tomei. La correspondiente versión brasilera, con el elenco del 'Teatro do Ornitorrinco', estrenó esta obra en São Paulo en mayo de 1994. A comédia dos erros, escrita por William Shakespeare en 1594, o sea, 400 años antes, permaneció en cartel durante dos años, con Eduardo Silva en el rol de Dromio de Siracusa, quien recibió los premios Shell, Molière, APCA, Prêmio Mambembe de mejor actor.

### Diez años
En marzo de 1996, conmemorando 10 años del inicio de representaciones en el 'Teatro João Caetano', el 'Ornitorrinco' puso en cartel la memorable obra UBU, Folias Physicas, Pataphysicas e Musicaes, de Alfred Jarry.
Este montaje fue acompañado de la exposición UBU A patafísica nos trópicos, donde se contó con la participación de más de 60 artistas plásticos.
La obra continuó exhibiéndose un año en el 'Teatro João Caetano', en el mismo local donde en 1985 se estrenara, con escenarios y vestuario de la arquitecta Lina Bo Bardi.
En 1998, el 'Ornitorrinco' con gran éxito estrenó O avarento, comedia de Molière, el que con localidades agotadas a lo largo de aquel año, se exhibió en el 'Teatro Popular do SESI', siendo entusiastamente aplaudida en sus 250 representaciones, por un público estimado en más de 130.000 personas.
Scapino, adaptación de Les Fourberies de Scapin de Molière, ambientada en los muelles del puerto de un Nápoles contemporáneo, se estrenó en el 'Teatro Sergio Cardoso', y posteriormente también se representó en el 'Teatro Maria Della Costa', permaneciendo en cartel durante todo el año 2000, con gran suceso de público y crítica.

### Treinta años
En 2007, se inició la conmemoración del trigésimo aniversario del grupo, con la exhibición de O Marido Vai à Caça, vaudeville de Georges Feydeau. Este montaje marcó también el reencuentro, en la escena, de Cacá Rosset con Christiane Tricerri. El espectáculo, con escenarios y vestuario de José de Anchieta Costa, se mantuvo en cartel en TUCA, y en su elenco contaba con nombres tales como Ariel Moshe, Anderson Faganello, Octávio Mendes, y Javert Monteiro.
El año 2008, para el 'Ornitorrinco', comenzó con dos nuevos grandes proyectos: por un lado el lanzamiento de un libro conmemorativo de la trayectoria de 30 años del grupo, y por otro lado el montaje de una nueva obra bastante ambiciosa, A Megera Domada de William Shakespeare. Allí, compartiendo escena con Tricerri y José de Anchieta, Cacá también convocó a algunos de los nombres recurrentes de otros espectáculos: Guilherme Freitas, William Amaral, Ronaldo Malachias, Rubens Caribé, Eduardo Silva, Gerson Steves, Anderson Faganello, y Paulo Vasconcelos, además de Maureen Miranda, Hugo Nápoli, y un gran elenco. Este montaje, que estrenó en mayo de 2008 en el 'Teatro Sérgio Cardoso', contó con la dirección musical de Pedro Paulo Bogosian.

### Cuarenta años
Para conmemorar sus 40 años de existencia, el 'Ornitorrinco' estrena el 19 de mayo, en el  Teatro Sergio Cardoso, el espectáculo de cabaret 'Ni Princesas Ni Esclavas' (Nem Princesas Nem Escravas). El texto, inédito en Brasil, es de Humberto Robles, hoy el dramaturgo mexicano vivo más montado en todo el mundo. La traducción y dirección general es de Cacá Rosset, con escenografía y vestuario de José de Anchieta Costa, y traducción de Christiane Tricerri, quien también está en el elenco junto con Angela Dippe y Rachel Ripani. El montaje, que aborda la resiliencia y los conflictos femeninos, fue incluido en la 6ª Edición del Premio Zé Renato de Teatro para la Ciudad de São Paulo.
En el marco de estos festejos, el grupo también montó Frida Kahlo Viva la Vida, del mismo autor, con Christiane Tricerri, dirigida por Cacá Rosset.

## Premios
1977 Os mais fortes, MEC-SNT (mejor espectáculo), Molière (mejor actriz).
1977 Ornitorrinco canta Brecht e Weill, Governador do Estado (mejor director).
1982 Mahagonny, INACEN (mejor espectáculo), Governador do Estado (mejor espectáculo, mejor director).
1985 UBU, Folias Physicas, Pataphysicas e Musicaes, Premio Internacional de la Crítica en el Festival de Manizales (Colombia), y también ACCT de México (mejor espectáculo extranjero),
Molière (mejor director), Mambembe (mejor director y mejor vestuarista), APCA (mejor actriz, mejor director, mejor espectáculo), Prêmio APETESP (mejor espectáculo, mejor actriz, mejor director), INACEN (mejor espectáculo), Picadeiro (mejores del circo), Governador do Estado (mejor espectáculo, mejor escenografía), 'Premio 19 de Septiembre' otorgado por el presidente do México, Premio Ollantay - CELCIT 1986 (España).
1988 Teledeum, Premio CELCIT Colombia (mejor espectáculo extranjero).
1989 O doente imaginário, INACEN (mejor espectáculo), APCA (mejor vestuario)
1991 Amor de Dom Perlimplim com Belisa em seu jardim, Asociación de críticos teatrales de Miami (mejor espectáculo extranjero).
1992 Sonho de uma noite de verão, APCA (mejor actor secundario, mejor producción teatral, mejor divulgación del teatro brasilero en el exterior), Mambembe (mejor vestuario).
1992 TUDODEUMAVEZ, Prêmio Carbonell (mejor actriz).
1994 A comédia dos erros, APCA (mejor vestuario, mejor actor), Molière (mejor actor), Shell (mejor actor).